# Турчин, Нина Ивановна
Нина Ивановна Турчин (укр. Ніна Іванівна Турчин, в девичестве Шишацкая, род. 13 августа 1941, Петриковка) — советская и украинская художница, мастер петриковской росписи, заслуженный мастер народного творчества Украины (2007), член Союза художников УССР (1980), далее — Национального союза художников Украины. Работает в Центре народного искусства «Петриковка».
Окончила в 1962 году Петриковскую детскую художественную школу им. Татьяны Паты, где её учителем был известный мастер петриковской росписи Фёдор Панко. Работала на фабрике петриковской росписи «Дружба» в течение 1958—1971 годов и впоследствии в Экспериментальном цехе петриковской росписи.
Участвовала во многих выставках, в частности имела одну персональную выставку в Днепропетровском художественном музее (2016). Произведения мастера хранятся в Национальном музее украинского народного декоративного искусства, Днепропетровском художественном музее и Днепропетровском историческом музее имени Дмитрия Яворницкого, Одесском художественном музее.